# Om du och jag kan vara vänner
Om du och jag kan vara vänner är en sång med text av John Gowans och musik av generalen i Frälsningsarmén John Larsson.

## Publicerad i
- Frälsningsarméns sångbok 1990 som nr 673 under rubriken "Tillsammans i världen".
- Sångboken 1998 som nr 101.